# Todos Santos Cuchumatán
Todos Santos Cuchumatán (kurz Todos Santos) ist der Hauptort einer insgesamt knapp 40.000 Einwohner zählenden Gemeinde (municipio) in der Sierra de los Cuchumatanes im nordwestlichen Hochland Guatemalas. Zur Gemeinde gehören der Hauptort sowie mehrere Dörfer und Weiler (caserios).

## Lage und Klima
Die etwa 135 km (Fahrtstrecke) nördlich von Quetzaltenango befindliche Gemeinde liegt im Cuchumateca-Tal der bis zu 3850 m hohen Sierra de los Cuchumatanes in einer mittleren Höhe von ca. 2470 m. Guatemala (Stadt), die Hauptstadt des Landes, ist ca. 260 km in südöstlicher Richtung entfernt. Das Klima ist mild bis warm; Regen (ca. 1700 mm bis über 2000 mm/Jahr) fällt überwiegend in den Sommermonaten.

## Bevölkerungsentwicklung
Der stetige Bevölkerungszuwachs der Gemeinde beruht im Wesentlichen auf der immer noch anhaltenden Zuwanderung von Familien aus den Dörfern der Umgebung. Hauptsprache der Region ist das Mam, ein Maya-Dialekt, aber auch Spanisch wird von vielen verstanden und gesprochen. 

## Wirtschaft
Die Landwirtschaft bildet in vielfältiger Weise die Ernährungsgrundlage der Bevölkerung. Hauptnahrungsmittel sind Mais, Bohnen und Tomaten, aber auch von den spanischen Eroberern importierte Pflanzen wie Chili und Zwiebeln werden seit langem angebaut. Heute spielt die Kultivierung von Kartoffeln eine wichtige Rolle im wirtschaftlichen Leben der Gemeinde, aber auch Kaffee wird angepflanzt und exportiert.

## Geschichte
In vorkolonialer Zeit stand Todos Santos (der ursprüngliche Name ist unbekannt) in der Abhängigkeit von der ca. 35 km entfernten Maya-Stadt Zaculeu. Der Ort wurde um das Jahr 1525 von den Truppen Pedro de Alvarados erobert und dem Mercedarier-Orden übergeben, doch blieben hinsichtlich der Sprache und den Gebräuchen Maya-Einflüsse auch weiterhin bestehen.

## Sehenswürdigkeiten
- Die Kirche des Ortes trägt das Patrozinium von allen Heiligen; sie stammt in ihrer heutigen Form aus dem 18. Jahrhundert; die insgesamt figuren- und schmucklose Fassade hat dennoch barocke Anklänge. Der ungegliederte Kirchenraum wird von einem hölzernen Dachstuhl überspannt. An den Seitenwänden befinden sich mehrere Schnitzaltäre.
- Das Museo Balam widmet sich dem Kunsthandwerk der Region und zeigt Masken, Kleidung etc.

## Feria
Über den Ort hinaus bekannt sind die alljährlich zum Fest Allerheiligen stattfindenden Reiterspiele.

## Sonstiges
Im Jahr 2000 wurden in Todos Santos ein zu einer Reisegruppe gehörender japanischer Tourist und ein guatemaltekischer Busfahrer von einer aufgebrachten Menschenmenge gelyncht. Dahinter steckten Gerüchte um Organhandel (insbesondere von Kindern).